# سفارة أذربيجان في رومانيا
سفارة أذربيجان في رومانيا هي أرفع تمثيل دبلوماسي لدولة أذربيجان لدى رومانيا. تقع السفارة في بوخارست وهي تهدف لتعزيز المصالح الأذربيجانية في رومانيا.

## وصلات خارجية
- الموقع الرسمي
- قائمة سفارات أذربيجان
- قائمة السفارات في رومانيا